# Astronautic Technology
Astronautic Technology Sdn Bhd, plus connue sous le nom de ATSB, a été fondée le 1er mai 1995 et appartient entièrement au Ministre des Finances, sous la supervision du Ministère malaisien de l'Énergie, de la Science, de la Technologie, de l’Environnement et du Changement climatique (MESTECC).
En tant qu’entreprise détenue intégralement par le Ministre des Finances, ATSB avait pour mandat de se concentrer sur la recherche et le développement dans le domaine de la conception et du développement de systèmes spatiaux qualifiés, en utilisant des technologies avancées et innovantes,,.
Malheureusement, l’entreprise a cessé ses activités et a fermé ses portes en 2019.

## Projets spatiaux

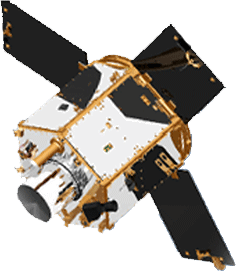
RazakSAT, l’un des satellites malaisiens conçus par ATSB.

ATSB a été chargée de la conception, du développement, du lancement et de l’exploitation de TiungSAT-1, le premier microsatellite malaisien, lancé à bord d’une fusée Dnepr depuis le cosmodrome de Baïkonour, au Kazakhstan, le 26 septembre 2000.
L’expertise technique et l’expérience acquises lors du développement de TiungSAT-1 ont servi de tremplin pour la création du second microsatellite, RazakSAT, qui a été lancé avec succès le 14 juillet 2009. Toutefois, RazakSAT a connu une défaillance au bout d’un an et n’est jamais devenu pleinement opérationnel.
ATSB a également développé le cubesat InnoSAT-2, lancé le 29 novembre 2018 par l’agence spatiale indienne ISRO. InnoSAT-2 embarquait un dosimètre, une caméra CMOS et une roue à réaction expérimentale. Le châssis du satellite a été développé localement,.

## Autres projets
Le système différentiel de navigation par satellite mondial, ou DGNSS (pour Differential Global Navigation Satellite System), a été développé et déployé à l’échelle mondiale en réponse à la résolution A.915(22) de l’Organisation maritime internationale (OMI), par le Département maritime de Malaisie. Le Département maritime de Malaisie péninsulaire a mis en place un réseau de stations de diffusion DGNSS, soutenues par des stations de surveillance et un centre national de contrôle,,.

## Produits
- TiungSAT
- RazakSAT
- InnoSAT
- Pipit
- Differential Global Navigation Satellite System (DGNSS)